# Emergency (film)
Emergency is een Amerikaanse film uit 2022, geregisseerd door Carey Williams en geschreven door KD Davila.

## Verhaal
Studenten en beste vrienden Kunle en Sean staan op het punt om de nacht van hun leven te beleven. Ze zijn vastbesloten om de eerste Afro-Amerikaanse studenten te zijn die elk studentenfeestje aandoen. Maar een korte tussenstop thuis verandert hun plannen wanneer ze een blank meisje vinden dat flauwgevallen is op de vloer van de woonkamer. Kunle, Sean en hun latino kamergenoot Carlos zijn bang om de politie te bellen en proberen een manier vinden om de situatie niet te laten escaleren voordat het te laat is. 

## Rolverdeling
| Acteur               | Personage |
| -------------------- | --------- |
| Donald Elise Watkins | Kunle     |
| RJ Cyler             | Sean      |
| Sebastian Chacon     | Carlos    |
| Maddie Nichols       | Emma      |
| Madison Thompson     | Alice     |
| Sabrina Carpenter    |           |

## Productie
Emergency maakte deel uit van The Black List 2020 met scenario's die dat kalenderjaar niet in de bioscoop verschenen. Deze tweede speelfilm van Carey Williams is gebaseerd op zijn bekroonde kortfilm met dezelfde naam die een Special Jury Award won op het Sundance Film Festival 2018 en die vervolgens de prijs voor beste korte film won op SXSW- festival en het Seattle International Film Festival.

## Release en ontvangst
Emergency ging op 21 januari 2022 in première op het Sundance Film Festival in de U.S. Dramatic Competition. De film kreeg positieve kritieken van de filmcritici, met een score van 97% op Rotten Tomatoes, gebaseerd op 32 beoordelingen.